# Половинко, Иван Васильевич
Иван Васильевич Половинко (7 сентября 1921 — 30 августа 1999) — комбайнёр колхоза «Путь Ильича» Николаевского района Сталинградской области, Герой Социалистического Труда (1958).

## Биография
С 12 лет работал вместе с отцом. Потом окончил курсы трактористов. В 1936 году приняли в комсомол.
В 1941 году ушёл на фронт. С самого начала служил в морском флоте; участвовал в сражениях на Малой земле. Был награждён Орденом Боевого Красного Знамени.
После войны вернулся в родной колхоз. В 1947 году вступает в партию. В этом же году его отсылают учиться на комбайнёра.
С 1948 по 1972 годы работал комбайнёром. Скончался в 1999 году.

## Награды
В 1958 году присвоено звание Героя Социалистического Труда. Награждён орденом Ленина и грамотой Президиума Верховного Совета СССР, а также особым знаком отличия Героев Соцтруда — золотой медалью «Серп и Молот».